# SI併用単位
SI併用単位（エスアイへいようたんい）、公式には「SI単位と併用できる非SI単位」（仏: Unités en dehors du SI dont l’usage est accepté avec le SI、英: Non-SI units accepted for use with the SI Units）とは、国際単位系において、SI単位ではないが、SI単位との併用が国際度量衡委員会 (CIPM) により認められている単位である。
SI基本単位、SI組立単位およびSI接頭語から成るSI単位は、計算の際に単位の換算をしなくて済むという利点があり、全ての人がSI単位を使用することで、その利点がより発揮されることになる。しかし、実際にはいくつかの非SI単位が科学、技術、通商の分野で使用されており、それらは今後も使われ続けることが予想される。そのため、SIの国際文書ではそれらの非SI単位のうちの15単位を「SI単位と併用できる非SI単位」として明示している。

## SI併用単位
下記に、SI国際文書「国際単位系（SI）」第9版（2019年）第4章「SI単位と併用できる非SI単位（Non-SI units accepted for use with the SI Units）」の表8で挙げられている15個の非SI単位の全てを列挙する。この表中の非SI単位は、SI単位との併用が認められる。なお、ガル（Gal）については、この表8の側方の欄外に掲げられているが、その意味するところは明らかではない。
なお、最後の二つの欄の「計量法上の位置づけ」と「SI接頭語との組合わせ」は、SI国際文書には記載がなく、参考として付加したものである。
| 量                 | 単位の名称 | 単位の記号 | SI単位による値                        | (参考)計量法上の位置づけ | (参考)SI接頭語との組合わせ |
| ------------------ | ---------- | ---------- | ------------------------------------- | ------------------------ | -------------------------- |
| 時間               | 分         | min        | 1 min = 60 s                          | 法定                     | 不可                       |
| 時間               | 時         | h          | 1 h = 60 min = 3600 s                 | 法定                     | 不可                       |
| 時間               | 日         | d          | 1 d = 24 h = 86400 s                  | 非法定                   | 不可                       |
| 長さ               | 天文単位   | au         | 1 au = 149597870700 m                 | 非法定                   | 不明                       |
| 平面角および位相角 | 度         | °          | 1° = (π/180) rad                      | 法定                     | 不可                       |
| 平面角および位相角 | 分         | ′          | 1′ = (1/60)° = (π/10800) rad          | 法定                     | 不可                       |
| 平面角および位相角 | 秒         | ″          | 1″ = (1/60)′ = (π/648000) rad         | 法定                     | 可 注参照。計量法では不可  |
| 面積               | ヘクタール | ha         | 1 ha = 1 hm2 = 104 m2                 | 特殊                     | 不可                       |
| 体積               | リットル   | l, L       | 1 l = 1 L = 1 dm3 = 103 cm3 = 10−3 m3 | 法定                     | 可                         |
| 質量               | トン       | t          | 1 t = 103 kg                          | 法定                     | 可                         |
| 質量               | ダルトン   | Da         | 1 Da = 1.66053906660(50)×10−27 kg     | 非法定                   | 可                         |
| エネルギー         | 電子ボルト | eV         | 1 eV = 1.602176634×10−19 J            | 非法定                   | 可                         |
| 比の対数           | ネーパ     | Np         |                                       | 非法定                   | 不明                       |
| 比の対数           | ベル       | B          |                                       | 非法定                   | 不明                       |
| 比の対数           | デシベル   | dB         |                                       | 法定                     | 不可                       |

（表の側方欄外）ガル（記号 Gal）は、測地学および地球物理学で重力加速度を表現するために用いられている加速度の非SI単位である。1 Gal = 1 cm s−2 = 10−2 m s−2
（参考）（注）「(参考)計量法上の位置づけ」欄の意味：　法定：法定計量単位、特殊：特殊の計量に用いる法定計量単位、非法定：非法定計量単位
1. ↑  国際天文学連合（AIU）第28回総会の決定に拠る（決議B2、2012年）
2. 1 2  天文学など一部の利用分野では、微小角度は、as または ″ の記号で表される秒角（平面角の秒）、あるいは、それぞれ mas、µas、pas の記号で表されるミリ秒角、マイクロ秒角、ピコ秒角 で測定されている。秒角は平面角の秒の別称である。
3. ↑  ヘクタールという単位とその記号 ha は、1879年の国際度量衡委員会で採択された（PV, 1879, 41）。ヘクタールは土地面積を表す際に使われる。
4. ↑  リットルとその記号である小文字の l は、1879年の国際度量衡委員会で採択された (PV, 1879, 41)。もう一つの記号である大文字の L は、小文字のl（エル）と数字の1（いち）を間違えるリスクを回避するため、第16回国際度量衡総会（CGPM）で採択された（1979年, 決議 6; CR, 101 および Metrologia, 1980, 16, 56-57）。
5. ↑  トンとその記号 t は、1879年の国際度量衡委員会で採択された（PV, 1879, 41）。この単位は、一部の英語圏の国で「メートルトン（metric ton）」と呼ばれている。
6. ↑  ダルトン（Da）と統一原子質量単位（u）は、同じ単位の別称（と記号）で、静止して基底状態にある自由な炭素12原子の質量の1/12と等しい。表中のダルトンの値は、CODATA2018の推奨値である。
7. ↑  電子ボルトは、電子が真空中で1 ボルトの電位差を通過することによって得る運動エネルギーである。電子ボルトは、SI接頭語と組み合わせて使われることが多い。
8. 1 2 3  これらの単位を使う際には、量の性質が特定されていること、そして、使用されるあらゆる基準値が特定されていることが重要である。

## 計量法の規定との関係
SI併用単位であっても、そのすべてが法定計量単位となっているわけではない。日本の計量法の規定では、次のようになっている。
- 法定計量単位となっている単位　　８単位
  - 分、時
  - 度、分、秒
  - リットル
  - トン
  - デシベル

- 特殊の計量にのみ使用できる法定計量単位[8]　　　１単位
  - ヘクタール（土地の面積の計量のみに使用できる）

- 法定計量単位ではない単位　　６単位
  - 日（計量単位ではなく暦の単位と位置づけられている。）
  - 天文単位
  - ダルトン
  - 電子ボルト
  - ネーパ、ベル

## SI接頭語との組合わせ
国際単位系国際文書第9版(2019)は、「SI接頭語は、SI併用単位の一部とは併用できるが、例えば時間の非SI単位との併用はできない。」と記述しているのみで、分・時・日以外の12個のSI併用単位のうち、どの単位がSI接頭語と組み合わせることができるかについては、明確に述べていない。
日本の計量法の規定（計量単位令第4条1号）では、次の単位にはSI接頭語を付することができない（SI接頭語#法定計量単位のうちSI接頭語を付けることができない単位）ので、これをも参考にした分類は次の通りである。なお、 日は計量法上は計量単位ではなく、暦の単位と位置づけられている。
- 分（時間）、時、度(角度)、分 (角度)、秒 (角度)[注 3]、デシベル

### SI接頭語と組み合わせることができる単位
- リットル　  例：マイクロリットル（µL）・ミリリットル（mL）・キロリットル（kL）など
- トン　　例：キロトン（kt）、メガトン（Mt）など
- ダルトン　　例：ミリダルトン (mDa)、キロダルトン (kDa)、ギガダルトン (GDa)など
- 電子ボルト　例：マイクロ電子ボルト（µeV）、ミリ電子ボルト（meV）、キロ電子ボルト（keV）、メガ電子ボルト（MeV）、ギガ電子ボルト（GeV）など
- 秒 (角度)　　計量法では、SI接頭語と組み合わせることができない。しかし、SI国際文書では、「天文学など一部の利用分野では、微小角度は，as（arcsecond の略）または ” の記号で表される秒角（平面角の秒），あるいは、それぞれ mas、µas、pas の記号で表されるミリ秒角、マイクロ秒角、ピコ秒角 で測定されている。秒角は平面角の秒の別称である。」と記述されている。

### SI接頭語と組み合わせることができない単位
- 分（時間）
- 時
- 日
- 度 (角度)
- 分 (角度)
- ヘクタール[注 4]
- デシベル
- （ガル 　ガルは欄外に記載されている単位で、SI併用単位というわけではない[注 5]）

### 組み合わせることができるかどうか不明な単位
以下の単位は、計量法上の法定計量単位ではなく、SI国際文書の記述からも、SI接頭語と組み合わせることができるかどうかは不明である。
- 天文単位
- ネーパ
- ベル

## SI文書における位置づけの推移
SI国際文書において、「SI併用単位」の範囲は次のように改訂されてきた。

### 1970年（第1版）～1977年（第3版）
1970年（第1版）、1973年（第2版）、1977年（第3版）において、次のように規定されていた。これは1969年のCIPMの決定によるものである。
- 併用単位：　分、時、日、度、分、秒、リットル、トン
- 併用単位（実験的に得られるもの）：　電子ボルト、原子質量単位、天文単位、パーセク

### 1981年（第4版）～1991年（第6版）
1981年（第4版）、1985年（第5版）、1991年（第6版）においては、次のようになった。 
- 併用単位：　分、時、日、度、分、秒、リットル、トン
- 併用単位（実験的に得られるもの）：　電子ボルト、原子質量単位 （天文単位、パーセクが削除された。）

### 1998年（第7版）
1998年の第7版においては、次のようになった。これは1996年のCIPMの決定によるものである。
- 併用単位：　分、時、日、度、分、秒、リットル、トン、ネーパ、ベル　（ネーパとベルが追加された。）
- 併用単位（実験的に得られるもの）：　電子ボルト、原子質量単位、天文単位　（天文単位が復活した。）

### 2006年（第8版）
2006年の第8版においては、次のようになった。これは2004年のCIPMの決定によるものである。
- 併用単位：　分、時、日、度、分、秒、ヘクタール、リットル、トン（ネーパとベルが削除され、ヘクタールが追加された。）

　ただし、ネーパ、ベル、デシベルの3つは、SI単位とは考えられていないが表8に記載されており、CIPMによりSI単位との併用が認められている。
- 併用単位（実験的に得られるもの）：　電子ボルト、ダルトン、統一原子質量単位、天文単位

　　　（ダルトンが追加された。原子質量単位の名称が統一原子質量単位となった。ただし、ダルトンと統一原子質量単位は同じ単位であり、名称と単位記号が異なるだけである。） 

### 2019年（第9版、現行版）
2019年の第9版においては、次のようになり、SI併用単位の扱いが一新された。
1970年以来の「実験的に得られる併用単位」のカテゴリーが廃止され、「併用単位」のカテゴリーに一括された。
- 併用単位：　分、時、日、天文単位、度、分、秒、ヘクタール、リットル、トン、ダルトン、電子ボルト、ネーパ、ベル、デシベル

　（天文単位、ダルトン、電子ボルトが実験的に得られるものから移動された。ダルトンと統一原子質量単位は名称と単位記号が異なる同一の単位でありダルトンに統一された。ネーパとベルが復活し、デシベルが追加された）
- 併用単位（実験的に得られるもの）：　このカテゴリーそのものが廃止された。

## その他の非SI単位の削除
第8版（2006年）のSI国際文書「国際単位系（SI）」（廃版）では、その第4章において「SIと併用される非SI単位，及び基礎定数をよりどころとする単位」として、SI併用単位とは別に表7、表8、表9に様々な非SI単位が掲げられていたが、それらは第9版（2019年）ではすべて削除された。削除された単位については、非SI単位を参照のこと。
なお、表7、表8、表9の非SI単位のうち、天文単位、ダルトン、電子ボルト、ネーパ、ベル、デシベルの6単位（およびガル）は、第9版上の「SI併用単位」に格上げされた。

### 注
1. ↑  計量法上は「日」は計量単位ではなく暦の単位である。
2. ↑  BIPMによる原表では当初はCODATA2014の数値が掲げられていたが、その後、CODATA2018の数値に差し替えられた。
3. ↑  秒 (角度)については、以下に記するように、計量法の規定とSI国際文書の記述には相違がある。
4. ↑  計量法上は、特殊の用途のみに用いることができる単位であり、規定の仕方から、SI接頭語と組み合わせることができない。
5. ↑  計量法上は、特殊の用途のみに用いることができる単位であり、規定の仕方から、SI接頭語と組み合わせることができない。